# Chromosom 10 (Mensch)

Idiogramm des menschlichen Chromosoms 10

Chromosom 10 ist eines von 23 Chromosomen-Paaren des Menschen. Ein normaler Mensch hat in den meisten seiner Zellen zwei weitgehend identische Kopien dieses Chromosoms.

## Entschlüsselung des Chromosoms 10
Das Chromosom 10 besteht aus 135 Millionen Basenpaaren. Ein Basenpaar ist die kleinste Informationseinheit der DNA. Das Chromosom 10 enthält etwa 4 bis 4,5 % der gesamten DNA einer menschlichen Zelle. Die Identifizierung der Gene auf diesem Chromosom ist der Teil eines laufenden Prozesses zur Entschlüsselung des menschlichen Erbgutes. Auf dem Chromosom 10 befinden sich bis zu 1200 Gene. Bisher sind 819 davon bekannt.

## Bekannte Gene auf dem Chromosom 10
Das Chromosom 10 enthält unter anderem folgende Gene:
- KISS1: KiSS1-Rezeptor
- FGF-8: Fibroblast growth factor 8
- PTEN: Phosphatase and Tensin homolog

## Medizinische Bedeutung

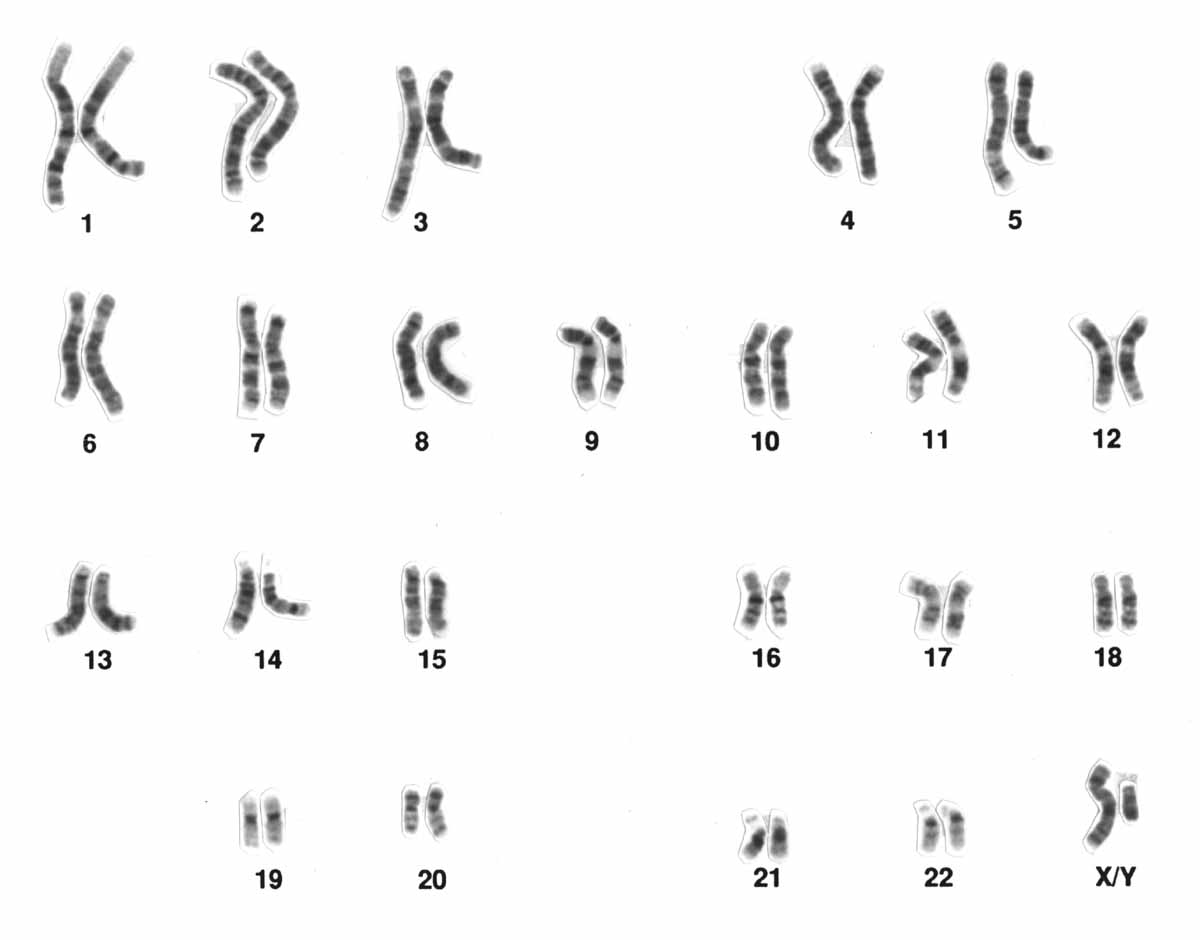
Die 46 Chromosomen des Menschen

Mit den auf dem Chromosom 10 befindlichen Genen werden unter anderem folgende genetisch bedingte Krankheiten oder Symptome in Verbindung gebracht:
- Apert-Syndrom
- Cowden-Syndrom
- Crouzon-Syndrom
- Jackson-Weiss-Syndrom
- Morbus Günther
- Multiple endokrine Neoplasie MEN2
- Trisomie 10
- Usher-Syndrom
- Wolman-Krankheit